# نريد أن يبقى ما نحن عليه

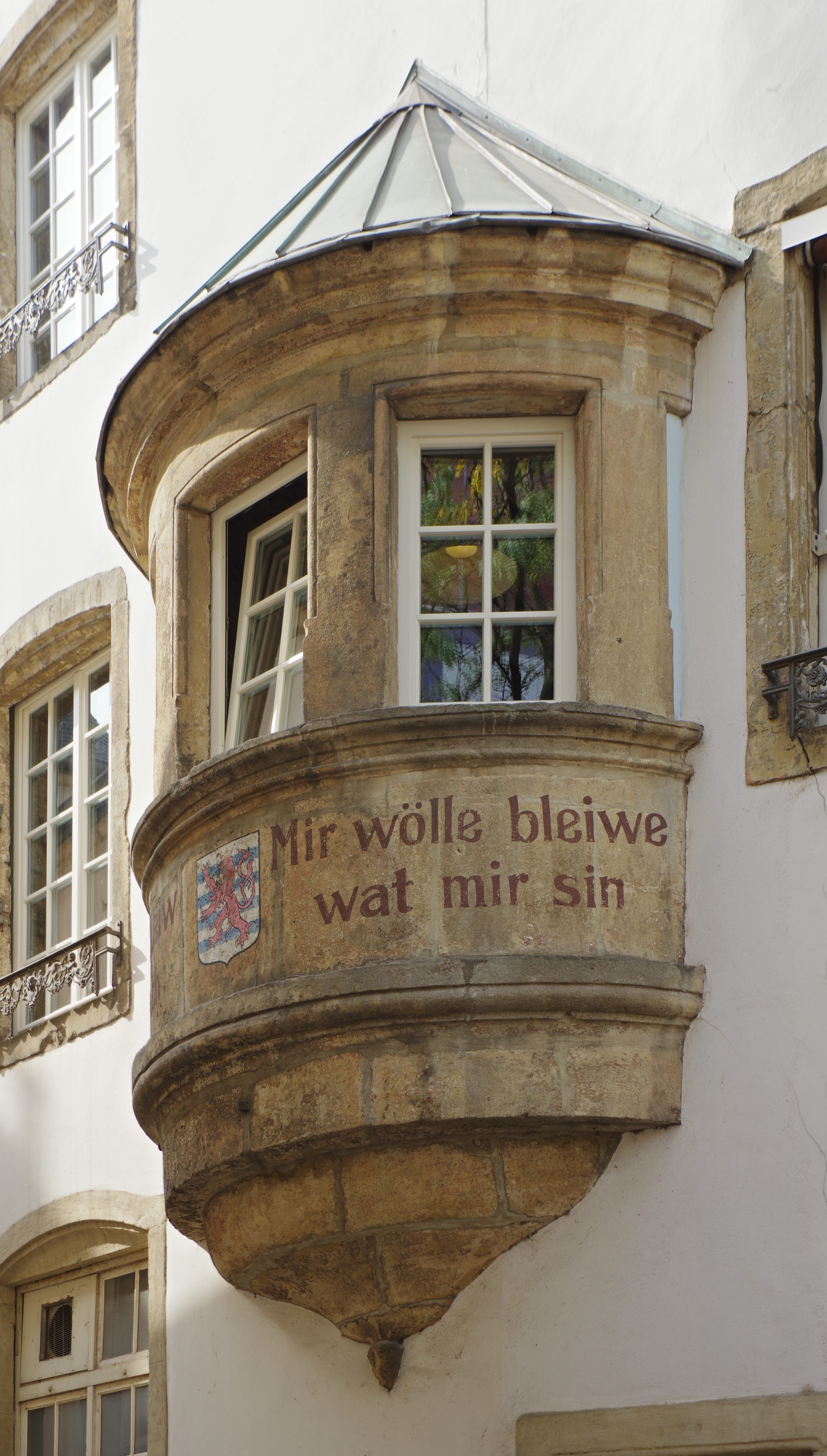
واجهة حانة القرد في شارع Rue de la Loge, Luxembourg, يظهر عليه شعار Mir wölle bleiwe wat mir sin.

Mir wëlle bleiwe wat mir sinn or Mir wölle bleiwe wat mir sin (باللغة اللوكسمبورغية «نريد أن يبقى ما نحن عليه» - النسخة الثانية تمثل اللفظ القديم) هو الشعار الوطني لدوقية لوكسمبورغ الكبرى. يدل على طموح الشعب اللوكسمبورغي لكي يبقى منفصلاُ ومستقلاً عن الدول المجاورة له والتي كان لهم تاريخ طويل في محاولة للسيطرة عليها سياسياٌ، اقتصادياُ وكذلك عسكرياُ في آخر المطاف. حاول ضمها لأراضيه كل من: بلجيكا، فرنسا، ألمانيا (بروسيا سابقا قبل الاتحاد الألماني عام 71 – 1870).

## Origin
اصل المقولة يعود إلى الأغنية الوطنية De Feierwon والتي كتبت عام 1859 تكريماُ لأول خط حديدي عابر للحدود في لوكسمبورغ. 
الجوقة تتلو:
Kommt hier aus Frankräich, Belgie, Preisen,
Mir wellen iech ons Hémecht weisen,
Frot dir no alle Säiten hin,
Mir welle bleiwe wat mir sin.
تعال هنا من فرنسا، بلجيكا، بروسيا
نحن نريد ان نريكم أرض آبائنا
اسأل على كل الاتجاهات
نحن نريد أن يبقى ما نحن عليه